# PSYENCE
『PSYENCE』（サイエンス）は、日本のミュージシャン、hideのソロ2枚目のオリジナルアルバム。1996年9月2日に発売された。

## 概要
「PSYENCE」とは「PSYCHO（精神病・サイケデリック）」と「SCIENCE（科学）」を足した、hideによる造語である。
初回盤はケース入りでピンク、グリーン、イエローの3パターンがリリースされた。
2008年12月3日にSHM-CD盤が発売。

## 録音
1995年1月21日からプリプロを始める。プリプロに「1曲につき2～3週間」という長い時間をかけ、前作『HIDE YOUR FACE』ではプリプロ段階で録音されたギターテイクはスタジオレコーディングの時点で全て録り直していたが、本作の制作に至って「プリプロ段階でのテイクを最終的に商品版に反映する」ことを目指して、一つ一つの音色を丁寧に作りこみ、1テイク毎のクオリティを上げる様にした。そのために、ギター関連の最新機材を導入したり、ジャンク屋で見つけたジャンク品・ヴィンテージ物のコンパクトエフェクターを使ったりして全ての音色に対して実験をすることで、デモテープの完成度を上げていった。それ故に「このテイクがいい」と思ったら、部屋で録ったトラック・ボーカルでも迷わず採用した。
X JAPAN・zilchの作業も並行していたため、レコーディングに充てる時間がすごく短かった。hideがギター・ボーカルはもちろん、ベースもやったり、音楽プロデューサーとして客観的にテイクをみながら宣伝戦略を考えたりと、hideの本来やるべきギタリストとしての部分が一番短かった。そういう意味では逆にアルバムのプロデューサーとして、映画の編集の要領で、音源の編集に充てる時間が一番長かった。レコーディングと編集の時間を捻出するためにhideはI.N.Aに「ボーカルディレクションやらなくていいから、編集作業に集中して」と指示を出した。前作『HIDE YOUR FACE』のボーカルディレクションでの険悪な雰囲気に懲りていたI.N.Aはこの決断には大喜びした。その分Pro Toolsによるボーカルを含むトラック別毎の編集作業を一手に担った。
スタジオでのレコーディングでは生ドラムを多めに入れたり、hideがベースを弾いたことで、いつもよりギターが弾き易くなり、OKテイクも決め易くなった。マイクのセッティング・エフェクターの設定等、同時進行していたzilchのレコーディング手法を流用した。
作詞は「後で『寒い』と後悔しようが、口からでたもの勝ち」「その時の気分もCDに残しておかないと作詞家として前に進めない」という志向で挑んだ。
本作向けの楽曲として「Junk Story」「In Motion」を制作されたが、『HIDE YOUR FACE』の流れを引きずっていたため却下された。

## 音楽性とテーマ
アルバム全体の明確なコンセプトは本作では作らなかった。逆にタイトルを決めたり、曲が作った時期が離れている部分を「どう編集してフルアルバムとして機能させるか」と言う事を考えた。その時の状況をhideは「『この曲をここにはめて、こういうシチュエーションで、こういうオチがつきました』という様に、1つ1つの曲が全く独立しているオムニバスアルバムって感じ」「トータル感を持たせるために、曲間をなるべく短くしたり、曲の情緒を引きずらないで、どんどん次に行ける様なジェットコースター感覚で聞いてもらえる物を作りたかった」と話している。実際にマスタリング作業の際に「世の中では曲間は4秒」が言われていた所に、アルバムにスピード感を持たせるため、hideは曲間を極限まで短くする様に指示した。
それ故にセットリストはクラブDJが即興で決める様に選んでいった。その結果「曲同士が殺しあう様な作り」「前の楽曲の雰囲気を吹き飛ばしてびっくりさせる」「盛り上がった後に落ち着かせるのではなく、そのまま盛り上げる」様に全曲通してのトータルな雰囲気をわざと台無しにさせるような編集で構成された。
制作を終わらせた後におおまかなコンセプトとして、「超大作だけど軽く聴けれて、男の子にとってすごいと思えるアルバム」「小さい頃にhide自身が聴きたかったアルバム」「シングルのB面の単なるヒット志向じゃない良い曲を集めたオムニバスアルバム」というテーマが付け加えられた。

## アートワーク
ライナーノーツのアートワークはLEMONedに所属していたバンドtrees of Lifeに素材を渡して、hideは「質感の仕上がりをどの様にするか」を指示する以外はtrees of Lifeに一任している。

## 収録曲
| 全作詞・作曲: hide。 |                                                                                       |       |            |      |
| #                    | タイトル                                                                              | 作詞  | 作曲・編曲 | 時間 |
| 1.                   | 「PSYENCE」(インスト曲)                                                               | hide  | hide       | 3:15 |
| 2.                   | 「ERASE」                                                                             | hide  | hide       | 3:25 |
| 3.                   | 「限界破裂」(PVが制作されている)                                                      | hide  | hide       | 4:42 |
| 4.                   | 「DAMAGE」                                                                            | hide  | hide       | 4:34 |
| 5.                   | 「LEMONed I Scream (CHOCO-CHIP version)」(5thシングルのカップリング イントロが異なる) | hide  | hide       | 2:47 |
| 6.                   | 「Hi-Ho」(後に「Hi-Ho/GOOD BYE」としてシングルカット)                                 | hide  | hide       | 5:45 |
| 7.                   | 「FLAME」(5th シングルMISERYの再構成)                                                 | hide  | hide       | 5:21 |
| 8.                   | 「BEAUTY & STUPID」(6thシングル)                                                      | hide  | hide       | 4:07 |
| 9.                   | 「OEDO COWBOYS (In Low-Fi Mono!)」(インスト曲)                                        | hide  | hide       | 1:23 |
| 10.                  | 「BACTERIA」((PVが制作されている) (zilchのメンバーによるコーラスがある。)             | hide  | hide       | 5:39 |
| 11.                  | 「GOOD BYE」                                                                          | hide  | hide       | 3:55 |
| 12.                  | 「Cafe Le Psyence」(インスト曲)                                                       | hide  | hide       | 1:00 |
| 13.                  | 「LASSIE (demo master version)」                                                      | hide  | hide       | 3:32 |
| 14.                  | 「POSE」                                                                              | hide  | hide       | 4:52 |
| 15.                  | 「MISERY (remix version)」(5thシングル イントロが追加されている)                      | hide  | hide       | 5:06 |
| 16.                  | 「ATOMIC M・O・M」(インスト曲)                                                        | hide  | hide       | 2:37 |
| 合計時間:            | 合計時間:                                                                             | 62:00 |            |      |

### 楽曲解説
- PSYENCE
  - 「ライブのオープニングで使うような曲」を目標に制作した[9]。
  - 『HIDE YOUR FACE』制作時に似た楽曲を作曲したが、あまりにも大仰で恥ずかし過ぎて、結局使わなかった。本作制作の際に感じを変えて改めて制作した[9]。
  - 「ジャズの色気を出しているロック・ジャズのフレーズが入っている歌謡曲」をテーマにしているが、結局どこまでいっても下世話なフェイクだったので、開き直ってフェイクを極めるように目指した[9]。
  - 全体のアレンジのテーマは「フェイクファーの上にネジが転がっているイメージをビッグバンドでやる」『ミッション:インポッシブル』[9]『GANG & SPY』[17]の雰囲気を目指す様にし、Lo-Fi志向で録音した[17]。
  - Bメロでは『ブレードランナー』のネオン街のキャバレーを意識している[9]。
- ERASE
  - hide自身の瞬発力とアシッド感を優先してアルバムに持たせるため、3日で作った[9]。
  - 「アルバムの2曲目に勢いがつくやつがない」と悩んでいたhideが、作業の空き時間を利用して制作した[18]。
  - 「作曲→プリプロ→アレンジ→打ち込み→作詞→レコーディング→ミキシング→完成」の過程がトータル2週間で済んだhideの楽曲の中で一番早く出来上がった曲である[18]。
  - アルバムの中で最後にレコーディング・ミキシングされた曲である[17]。
  - イントロやブリッジで聴こえるhide曰く「Doo」と表現された音はトーキング・モジュレーター・エレクトリックベースを使用して録音された素材を編集した[17]。
- 限界破裂
  - コンピレーションアルバム『LEMONed Collected by hide』に先行収録されたが、周囲の評判が芳しくなかった。hideは「自分の曲の中でベスト3に入っているので、聞かせたい」という意向で収録した[9]。なお、2000年にオープンし、2005年に閉館した hideMUSEUMの展示品の中に、本曲の手書き歌詞があったが、そのタイトルは「面会謝絶」であった。
- DAMAGE
  - hideは「『こういう曲が聞きたい』という理想を詰め込んだ曲であり、もし誰かが先んじてやっていたら僕はミュージシャンになっていなかったかもしれない」と話している[9]。
  - 元々は1995年夏に「zilch」向けに制作していたが、hideのソロ楽曲として方向転換した[19]。
  - 楽曲にはディストーションをかけないようにした[8]。
  - hideの本楽曲での歪んだ歌い方はほとんど加工・編集されていない。その歌い方は喉に相当な負担をかけた[17]。
  - 宮脇“JOE”知史（ZIGGY）と柳田英輝（ZEPPET STORE）のツインドラムである。但し、実際には2人が演奏の素材をサンプリングさせて、ループしている。同時に音圧も厚くして、ノリも揃えている。その為、I.N.Aの打ち込み・サンプリング等で編集した部分・編集されていない純粋な生演奏が混成されている[20]。
- LEMONed I Scream (CHOCO-CHIP version)
  - 本来は『LEMONed Collected by hide』に向けて制作した曲であり、周囲の評判が良かったからボーカルを録り直した[9]。歌入れが終わった直後にソニー・マガジンズの記者の取材を受けた[16]。
- FLAME
  - 「MISERY」の姉妹曲[9]。
  - 仮タイトルは「裏MISERY」「MISERY」だった[9]。
  - 歌詞のイメージは「掃き溜めに鶴」だった[16]。
  - ドラムはロサンゼルスで行われたZEPPET STOREのライブを見て、hideが「彼に叩いてもらうしかない」と思ったことから、柳田英輝を起用した[16]。
  - 朗々と歌わなければいけない所を、敢えて抑えて歌う様にした[8]。
- OEDO COWBOYS (In Low-Fi Mono!)
  - 仮タイトルは「サイバードリフ」だった[9]。
  - イメージは「8時だョ!全員集合」のBGM「盆回り」[9]、「小さな侍のからくりが十手を持って沢山走っているシーン」[6]を意識した。
  - 映像ソフト『LEMONed』にて部分的に使用されていたが、本作にて完全版として収録された[17]。
- BACTERIA
  - 『LEMONed Collected by hide』に向けて制作した曲であり、hide本人も気に入っている[9]。
  - おっかない曲調にポップなコーラスを入れた[9]。
  - 楽曲を構成するボーカル・エレクトリックギター・ベース・キック・スネア・ハイハット・シンバル・シンセサイザー・サンプリングサウンド・ノイズ・アコースティックギターという全ての音を様々なエフェクターを使い、何通りものディストーションサウンドとして歪ませた[21]。
  - 「zilch」のセッションを始めた最初期に、本楽曲と「限界破裂」を制作した[20]。
  - ドラム・ギター・ベースのパートを録音して、それらを全て音符毎に分解した後、再構築するための編集に何日もの時間をかけた。音符から次の音符への無音の時間を無くすだけでも、何時間もパソコンの処理の時間が終わるのを待たされた。I.N.Aは「hideのソロ楽曲で最も分解している」と回想している[20]。
- Cafe Le Psyence
  - エンジニアのエリック・ウェストフォールに「ピアノバーのピアニスト」という設定で「PSYENCE」を即興で弾いてもらった[9]。メロディは「PSYENCE」のBメロをモチーフにしている[17]。
- LASSIE (demo master version)
  - 1995年2～3月に制作された[17]。
  - 自宅の簡易スタジオで作った時のデモテープがスピード感・アシッド感があって、すごく良かったため、スタジオで改めて録り直すことなくデモテープのままで入れた[9]。I.N.Aは「打ち込みやミキシングをやり直したかった」と語っている[22]。
  - 犬の鳴き声はhide自らの物まねである[6]。
- POSE
  - 1995年にzilchやX JAPANのhideのソロコーナーの為に制作し、様々なアレンジがあるが、本作の制作の際に「hideとしてのオリジナルを出しておこう」という意向から、改めてアレンジされた[9]。
  - 「終わらない日常」を考えていた時に作られていたため、その思いが反映されている[9]。
  - hide「インダストリアルの音を作りたい」という要望に応えて、プリプロの前準備として、何十種類ものノイズサウンド・サンプリングサウンドを鍵盤に配置するプログラミング作業を行っていた。配置された音が正しく発音するかを確認するために、ミュージックシーケンサーの再生キーを押したら、既にコンピューターに記録していた別の曲の打ち込みデータが誤作動でその時に使っていた曲のデータを再生した。そのフレーズをhideが「すごく格好良い」と気に入り本楽曲のベーシックとなった。その後、I.N.Aに「このデモが何故格好良かったのか、プログラマーとして理由を細かく解析して欲しい。テクニックとして別の曲に使える」と頼んだ[23]。
  - I.N.Aのジャングルを効果的に織り交ぜたリズムパートの制作・ピアノパートの編集に対してのセンスをhideは「天才」と称した[17]。
- MISERY (remix version)
  - 当初はシングル盤から音のバランスを変える予定だったが、マスターテープにノイズが入っていて使い物にならなかったので、仕方なくリマスタリングにした[9]。かろうじて「FLAME」と対比する為に、ボーカルの音量を変えることができた[16]。
- ATOMIC M・O・M
  - 雰囲気は「ロールプレイングゲームでラスボスが出てくる所」を志向した[16]。
  - 「PSYENCE」で表現したテーマを再現しているが、古めかしくエディットしている[9]。

## 参加ミュージシャン
- hide - ボーカル、ギター、ベース
- I.N.A - プログラミング、レコーディング・エンジニア
- 金内孝史 - ベース (#3, #10)
- 宮脇“JOE”知史 (ZIGGY) - ドラムス
- 柳田英輝 (ZEPPET STORE) - ドラムス (#7, #11)
- エリック・ウェストフォール - ピアノ、レコーディング・エンジニア
- リッチ・ブリーン - レコーディング・エンジニア
- Doug Boehm - アシスタント・エンジニア